# Banyeres del Penedès
Banyeres del Penedès (em catalão e oficialmente) ou Bañeras (em castelhano) é um município da Espanha na comarca de Baix Penedès, província de Tarragona, comunidade autónoma da Catalunha. Tem 12,1 km² de área e em 2021 tinha 3 280 habitantes (densidade: 271,1 hab./km²).

## Demografia
| Variação demográfica do município entre 1991 e 2004 [carece de fontes?] | Variação demográfica do município entre 1991 e 2004 [carece de fontes?] | Variação demográfica do município entre 1991 e 2004 [carece de fontes?] | Variação demográfica do município entre 1991 e 2004 [carece de fontes?] |
| ----------------------------------------------------------------------- | ----------------------------------------------------------------------- | ----------------------------------------------------------------------- | ----------------------------------------------------------------------- |
| 1991                                                                    | 1996                                                                    | 2001                                                                    | 2004                                                                    |
| 1483                                                                    | 1524                                                                    | 1736                                                                    | 2003                                                                    |